# ヴャチェスラフ・スタルシノフ
ヴャチェスラフ・スタルシノフ（英語: Vyacheslav STARSHINOV, ロシア語: ВЯЧЕСЛАВ СТАРШИНОВ, 1940年5月6日- ）は、ソビエト連邦のアイスホッケー選手。

## 経歴
モスクワで生まれ、1957年にHCスパルタク・モスクワに加入して、1972年に現役を一度引退した。この間ソビエト選手権で1967年に47ゴール、1968年に46ゴールをあげて得点王となり、チームも1962年、1967年、1969年と優勝を果たした。
現役を引退後2シーズン、スパルタク・モスクワのヘッドコーチを務めたが、1975年現役に復帰。
1975年に日本の王子製紙に入団。このことは、野球後進国で王貞治がプレーするようなものと報じられた。2シーズン目の1976年には得点王、アシスト王となりベスト6にも選ばれた。王子製紙では3シーズンプレーした。
1978年にスパルタク・モスクワに復帰した。
1979年に2度目の現役を引退した。スパルタク・モスクワでは通算540試合に出場し、405得点をあげた。
1963年にソビエト連邦アイスホッケースポーツマスターとなり、2007年には国際アイスホッケー連盟の殿堂入りを果たした。

## 代表歴
アイスホッケーソビエト連邦代表として13シーズンプレーし、182試合に出場。通算で149得点をあげた。アイスホッケー世界選手権での1963年から1971年までの7連覇（冬季オリンピック開催年は開催なし）、1964年のインスブルックオリンピック、1968年のグルノーブルオリンピックでの金メダルに貢献した。1972年に行われたカナダ代表とのサミット・シリーズにも1試合出場している。
ソビエト連邦が誇る偉大なセンターであり、ボリス・ミハイロフに破られるまで得点記録を持っていた。彼とエフゲニー・マヨロフ、ボリス・マヨロフで形成されるラインは有名でゴールを量産した。
クラブやソビエト連邦代表ではチームリーダーとしてチームメートの尊敬を受け続けた。

## 詳細情報

### 記録
- ソビエトアイスホッケーリーグ最多ポイント：1968年
- ソビエトアイスホッケーリーグ得点王：1967年、1968年
- ソビエトアイスホッケーオールスター8回出場
- アイスホッケー世界選手権得点王：1963年、1966年
- アイスホッケー世界選手権ベストフォワード：1965